# Дебрец
Дебрец (грч. Αναρράχη, Анарахи) је насељено место у општини Еордеја у периферији Западна Македонија, Грчка. Према попису из 2021. године било је 753 становника.
Према бугарском географу и историчару, Василу Канчову, у Дебрецу је 1900. године живело 740 Словена хришћана и 700 Турака. Године 1924. турско становништво је принудно исељено у Турску а на њихово место су насељене грчке избегличке породице из Турске, укупно 641 особа. На попису из 1928. године Дебрец је имао 1.271 становника.